# HP-65

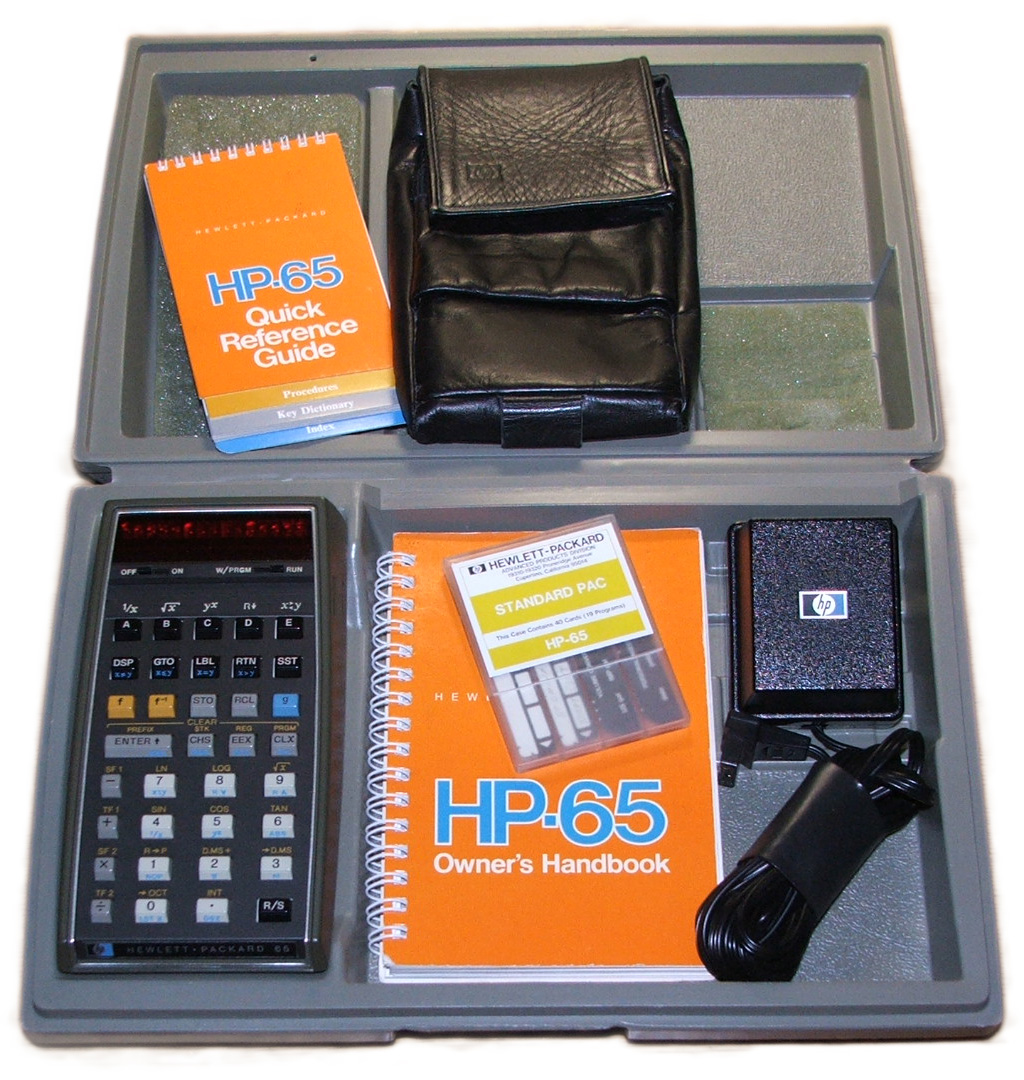
HP-65 در جعبه سخت اصلی همراه با دفترچه راهنما ، نرم‌افزار "Standard Pac" کارت های مغناطیسی ، کیف چرمی نرم و شارژر

اچ پی ـ ۶۵ اولین ماشین حساب دستی قابل برنامه ریزی برای کارت مغناطیسی است. توسط هیولت پاکارد در سال ۱۹۷۴ با ۷۹۵ دلار معرفی شد، دارای ۹ ثبت کننده فضای ذخیره سازی و ۱۰۰ دستورالعمل ضربه زدن به کلید بود. این برنامه همچنین شامل یک کارت خوان مغناطیسی برای ذخیره و بارگذاری برنامه ها بود. 

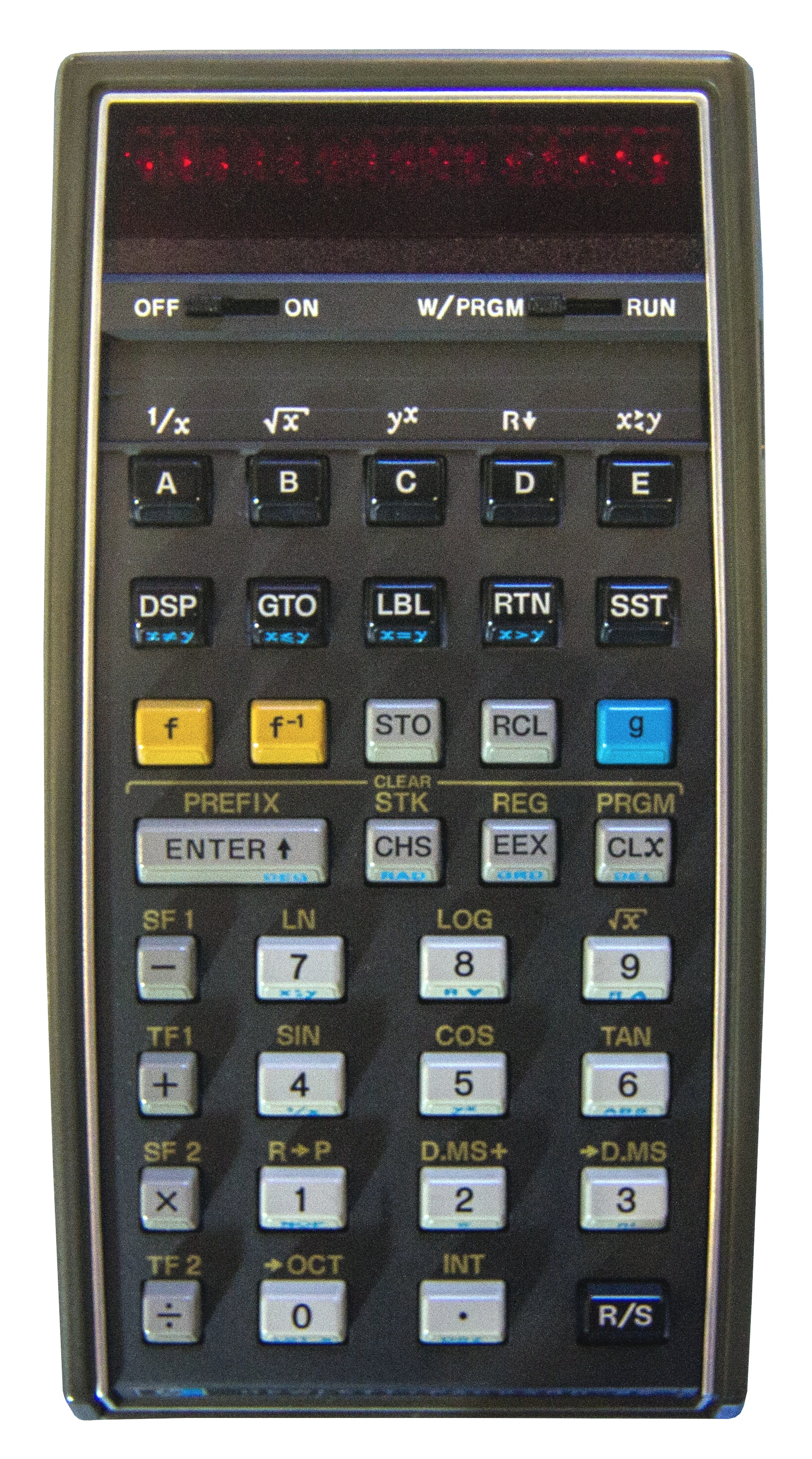
صفحه کلید و صفحه نمایش ماشین حساب